# Награда „Јанко Шафарик”
Национална награда „Јанко Шафарик” додељује се појединцима за укупан допринос развоју библиотечко-информационе делатности и културе у Републици Србији. 

## О награди
На Дан Народне библиотеке Србије, 28. фебруара, додељује се награда Јанко Шафарик. Народна библиотека Србије сваке године упућује јавни позив за доделу Националне награде из области библиотечко-информационе делатности и културе са подручја Републике Србије за доделу Националне награде из области библиотекарства. Национална награда "Јанко Шафарик" додељује се за укупан допринос развоју библиотечко-информационе делатности Републике Србије. Право да буду предложени имају појединци из библиотечко-информационе делатности без обзира да ли су већ добили или су кандидати за неку другу награду библиотечко-информационој делатности и култури Републике Србије. Награда се додељује од 2014. године.

### Право на предлагање кандидата за доделу награда
- Појединци,
- Установе,
- Организације из библиотечко-информационе делатности и
- Културе са подручја Републике Србије

### Предлози за доделу награде
- Благовремен,
- Образложен,
- Документован ( документацијом којом се доказују наводи из предлога и биографијом појединаца који се предлаже).

Библиотека додељује награду са циљем да допринесе унапређењу статуса библиотекара и библиотека, да афирмише примену савремених технологија и вештина у библиотечко-информационој делатности. Награда се састоји од новчане награде и повеље коју потписују управник Библиотеке и председник Жирија за доделу награде. Висину износа новчане награде утврђује Управни одбор Библиотеке.

## Критеријуми за доделу Националне награде „Јанко Шафарик”
1. Број и значај реализованих пројеката у библиотечко-информационој делатности,
2. Континуитет у унапређивању библиотечко-информационој делатности,
3. Увођење технолошких, организационих и других иновација у библиотечко-информационој делатности,
4. Допринос на стручним и руководећим пословима и резултати рада у библиотечко-информационој делатности,
5. Унапређивање услова, ресурса и резултата рада установе.

Одлуку о додели награде доноси жири за доделу награде. Он се састоји од 5 члана. Чланове жирија именује управник Библиотеке на годину дана.

## Добитници награде
Народна библиотека Србије додељује од 2014. године националну награду "Јанко Шафарик" за укупан допринос библиотекарству. Досадашњи добитници Националне награде „Јанко Шафарик” су :
| Година | Име и преѕиме добитника награде | Библиотека                              | Место               |
| ------ | ------------------------------- | --------------------------------------- | ------------------- |
| 2014   | Миро Вуксановић                 | Библиотека САНУ                         | Београд             |
| 2015   | Светлана Јанчић                 | Народна библиотека Србије               | Београд             |
| 2016   | Јасмина Нинков                  | Библиотека града Београда               | Београд             |
| 2017   | Милорад Вучковић                | Народна библиотека Србије               | Београд             |
| 2018   | Драгана Типсаревић              | Народна библиотека "Стефан Првовенчани" | Краљево             |
| 2019   | Дејан Вукићевић                 | Народна библиотека Србије               | Београд             |
| 2020   | Небојша Ковачевић               | Народна библиотека Србије               | Београд             |
| 2021   | Гордана Ђилас                   | Библиотека Матице српске                | Нови Сад 26.02.2021 |
| 2022   | Беба Станковић                  | Народна библиотека Србије               | Београд             |
| 2023   | Селимир Радуловић               | Библиотека Матице српске                | Нови Сад            |